# Дедовщина (Киевская область)
Де́довщина (укр. Дідівщина) — село, входит в Фастовский район Киевской области Украины.
Население по переписи 2024 года составляло 692 человек. Почтовый индекс — 08514. Телефонный код — 4565. Занимает площадь 3,27 км². Код КОАТУУ — 3224982401.

## Местный совет
08514, Київська обл., Фастівський р-н, с. Дідівщина, пл. Леніна,1

## История
Название этого села, расположенного возле Фастова, происходит от того единственного деда, по преданию, называемого Гарбарём, который остался живым после сожжения татарами в XIII веке предшественника, села Довгосялици, которое тянулось вдоль местной речки Ирпень на 9 вёрст. Возрождённое же село было достаточно состоятельным, поэтому более бедным «голышам» приходилось переселяться на новое место, прозванное дедовщинскими крестьянами Голяками и переименованное советской властью в 1965 году в село Великие Гуляки. Этим названием село обязано соседней к югу от него деревне Малые Голячки Корнинского района Житомирской области.